# Jesús María López Mauleón
Jesús María López Mauleón (Mues, Navarra, 5 de marzo de 1955) es un obispo agustino recoleto español, obispo prelado de Prelatura de Alto Xingu-Tucumã (Brasil).

## Biografía

### Formación
En 1971 ingresó en el seminario San Nicolás de Tolentino, de los Agustinos Recoletos en Fuenterrabía (Guipúzcoa), donde estudió filosofía. Prosiguió el Seminario Mayor de Marcilla (Navarra) (1976-1981). Obtuvo el Bachiller en Teología Pastoral por la Universidad Pontificia Comillas (1986-1987), y la licenciatura en Teología Bíblica (2002).

### Vida religiosa
En 1975, inició el noviciado en el convento de Monteagudo (Navarra). Hizo su profesión religiosa como agustino recoleto el 18 de octubre de 1980 y recibió la ordenación sacerdotal nueve meses después, el 18 de julio de 1981 en Marcilla (Navarra) de manos de Alquilio Álvarez, obispo agustino recoleto de Marajó (Brasil).
Durante su ministerio sacerdotal en España ha ocupado diferentes servicios: vicario parroquial de San Sebastián, en Chiclana de la Frontera (Cádiz) (1982-1986); vicario parroquial de Santa Rita (Madrid) (1987-1991); párroco en Sástago (Zaragoza) (1991-1994); párroco de Santa María del Águila (Almería) (1994-1997) y Lodosa (Navarra).

#### Brasil
En agosto de 1999 se desplazó a Brasil, donde ha trabajado en varias diócesis como vicario parroquial en diversas localidades: Tianguá (1999-2001); Cachoeiro do Itapemirim; Franca y profesor de Filosofía en el Instituto Agustiniano (2003-2011); en la misión agustiniana en la prelatura de Lábrea y profesor de Teología en Rio Branco; en Fortaleza y coordinador del equipo de sacerdotes para el área pastoral de Barra do Ceará (2011-2012).

### Episcopado
Obispo-prelado de Alto Xingu-Tucumã
En noviembre de 2019, el papa Francisco lo nombró obispo de la Prelatura de Alto Xingu-Tucumã, de nueva creación, en la región amazónica de Brasil.